# Plesná
Plesná é uma cidade checa localizada na região de Karlovy Vary, distrito de Cheb‎.